# Jonas Kreppel
Jonas Kreppel (* 25. Dezember 1874 in Drohobycz, Galizien; † 21. Juli 1940 im Konzentrationslager Buchenwald) war ein österreichisch-jüdischer Schriftsteller und Publizist, dessen Werke in deutscher, jiddischer, hebräischer und polnischer Sprache erschienen.

## Leben

### Herkunft
Jonas (Yoyne) Kreppel entstammte einer Kaufmannsfamilie, die ursprünglich im süddeutschen und schlesischen Raum (Kreppeling, Kreppelhof) beheimatet war. Er wuchs mit weiteren sechs Geschwistern in Drohobycz mehrsprachig auf (deutsch, jiddisch, polnisch und hebräisch). Einige Familienmitglieder wanderten zu Beginn des 20. Jahrhunderts in die USA aus, andere wurden, wie Jonas Kreppel, Opfer der Shoah, einige überlebten in Israel.

### Werdegang
Nach einer Ausbildung zum Buchdrucker wurde er Redakteur der deutschsprachigen „Drohobyczer Zeitung“, die in hebräischen Buchstaben gedruckt wurde. Er schrieb für weitere Zeitschriften wie „Zijon“ (literarisch, hebräisch), „Jüdische Volksstimme“ und „Jerusalem“ (Krakau, deutschsprachig), „Jerushalajim“ (Krakau, hebräisch). In Lemberg redigierte Jonas Kreppel ab 1904 die hebräische Tageszeitung „Ha Yom“ („Der Tag“), ab 1909 die jiddische Tageszeitung „Der Tog“ in Krakau.
Kreppels politischer Freund und Förderer  war der Drohobyczer Reichsrats-Abgeordnete Nathan Löwenstein von Opoka, der dem „Polenclub“ nahestand. 1914 wurde Jonas Kreppel nach Wien ins Pressesekretariat des Außenministeriums berufen, 1915 wurde er dessen Pressereferent. 1924 wechselte er in den staatlichen Pressedienst des österreichischen Bundeskanzleramtes, wo er als Nicht-Akademiker und Autodidakt eine erstaunliche Karriere des höheren Beamtendienstes (Ministerialsekretär, Regierungsrat) einschlug.
Ab 1914 wirkte Jonas Kreppel – neben seinen Aufgaben als Beamter – als politischer Publizist. Er gab von 1915 bis 1920 ein eigenes Wochenblatt heraus, die Jüdische Korrespondenz. Sie stand der Agudath Israel nahe. Außerdem publizierte Jonas Kreppel Bücher und Broschüren (siehe Literaturliste), in denen er als österreichischer kaisertreuer Patriot für einen Siegfrieden der (aus seiner Sicht judenfreundlicheren) Mittelmächte gegenüber (dem aus seiner Sicht judenfeindlichen) Russland plädierte. Nach dem Zusammenbruch der k. und k. Monarchie richtete Jonas Kreppel seinen Blick auf das republikanische „Deutschösterreich“ und verteidigte dessen Unabhängigkeit gegenüber allen Angliederungsversuchen an das Deutsche Reich, vor allem nach 1933.
Bereits im Jahre 1935 warnte Jonas Kreppel in seiner Anti-Hitler-Schrift 1935 (siehe Literaturverzeichnis) vor einem Nachgeben der Westmächte gegenüber den außenpolitischen Forderungen NS-Deutschlands und damit vor einem bevorstehenden großen Krieg. Diese Schrift wurde von den Nationalsozialisten auf die „Liste des schädlichen und unerwünschten Schrifttums“ gesetzt.
Jonas Kreppel selbst wurde unmittelbar nach dem „Anschluss Österreichs“ im Mai 1938 verhaftet und zunächst ins Konzentrationslager Dachau (Juli 1938) und dann nach Buchenwald (September 1938) überführt, wo er nach zweijähriger Zwangsarbeit („Vernichtung durch Arbeit“) an Erschöpfung starb.
Seine Asche wurde auf dem Wiener Zentralfriedhof / Israelitische Abteilung beigesetzt.
In der Gedenkstätte Yad Vashem in Jerusalem wird seiner als Opfer der Shoah in der „Halle der Namen“ gedacht.

## Werk und Bedeutung
Als einer der ersten Verfasser jiddischer Kriminalromane gab er vom Jahre 1908 an die Serie "Max Spitzkopf – der Wiener Sherlock Holmes" heraus, die in ganz Galizien Verbreitung fand. Detektiv Spitzkopf und sein Assistent Fuks betreiben in Wien die 'Agentur Blitz'. Für seine Auftraggeber sucht er verschwundene Millionäre und entführte Töchter und löst die Fälle durch genaue Milieustudien. 'Spitzkopf' wurde später für ähnlich 'Groschenromane' adaptiert und war populäre, wenn auch heimliche Jugendlektüre, wie auch Isaac Bashevis Singer bekennt.
In den Zwanzigerjahren publizierte Jonas Kreppel vor allem ostjüdische Geschichten und Legenden in jiddischer und deutscher Sprache. Als sein Hauptwerk gilt das statistische Handbuch Juden und Judentum von heute aus dem Jahre 1925.
Jonas Kreppel steht durch seine politischen Publikationen für die Vereinbarkeit von jüdischem Glauben und österreichischem Staatsbürgertum. Als streng orthodoxer Jude äußerte er gewisse Vorbehalte gegenüber dem politisch-säkularen Zionismus. Für eine Besiedlung Palästinas durch „glaubenstreue“ Juden setzte er sich ebenso ein wie für ein Verbleiben in der „Diaspora“, das mit der Forderung nach einem gleichberechtigten Zusammenleben von Juden und Nichtjuden in ihren jeweiligen Heimatländern verbunden war. Vor allem durch seine enzyklopädischen Erforschungen, z. B. durch seine Mitarbeit am Jüdischen Lexikon, internationaler Judaica wie für seine Sammlungen und Editionen ostjüdischer Legenden in deutscher und jiddischer Sprache erlangte er literarhistorische Bedeutung.

## Werke (Auswahl)
- Maḳs Shpitsḳopf der ḳenig fun di deṭeḳṭiṿs. Der Ṿiener Sherloḳ Holmes. (15 jiddische Detektivgeschichten). Jüdischer Roman-Verlag Fischer, Krakau 1908
- Österreich-Ungarn nach dem Friedensschlusse. <Eine Fantasie?>. Verlag „Der Tag“. Wien 1915.
- Der Weltkrieg und die Judenfrage. Verlag „Der Tag“. Krakau 1915. (Digitalisat)
- Das Ende des Dardanellen-Abenteuers und Rumänien. Eine deutsche Beurteilung der Situation. Verlag „Der Tag“. Wien 1916.
- Ins vierte Kriegsjahr. Verlag „Der Tag“. Wien 1917.
- Der Kampf für und wider den Frieden. Noten, Manifeste ... etc. zur Friedensfrage seit dem Friedensangebote der Mittelmächte. Mit Einleitung und Anmerkungen von J. Kreppel. Verlag „Der Tag“. Wien 1917.
- Der Friede im Osten: Noten, Manifeste, Botschaften, Reden, Erklärungen, Verhandlungsprotokolle und Friedensverträge mit der Ukraine, Russland und Rumänien. Mit Einleitung und Anmerkungen von J. Kreppel. Verlag „Der Tag“. Wien 1918.
- Bruder un shṿesṭer, 1924 (Digitalisat)
- Juden und Judentum von heute. Ein Handbuch. Amalthea Verlag Zürich-Wien-Leipzig 1925. (Digitalisat)
- Ostjüdische Legenden. Verlag „Das Buch“. Wien 1926.
- Wie der Jude lacht. Anthologie jüdischer Witze, Satiren, Anekdoten, Humoresken, Aphorismen. Ein Beitrag zur Psychologie des jüdischen Witzes und zur jüdischen Volkskunde. Verlag „Das Buch“. Wien 1933.
- 1935 [Neunzehnhundertfuenfunddreißig] – das Schicksalsjahr Europas. Deutschland und Österreich im Brennpunkte der Weltpolitik. Verlag „Das Buch“. Wien 1935.